# پل موریس
پل موریس (فرانسوی: Paul Meurisse‎؛ ۲۱ دسامبر ۱۹۱۲ – ۱۹ ژانویهٔ ۱۹۷۹) یک هنرپیشه اهل فرانسه بود.
از فیلم‌ها یا برنامه‌های تلویزیونی که وی در آن نقش داشته است می‌توان به ارتش سایه‌ها، شیاطین، پیک‌نیک روی علف، نفس دوباره، حقیقت و کولی اشاره کرد.

## مرگ
موریس بیشتر عمرش از آسم رنج می برد. او پس از اجرا در تئاتر هربرتو در پاریس بیمار شد . در نهایت، او بر اثر حمله قلبی مرتبط با آسم درگذشت.